# Христијанизација
Христијанизација или покрштавање је израз којим се описује примање или конверзија или преобраћење појединца или већег броја особа на хришћанску веру. У ширем смислу се под тим подразумијевају и историјски процеси христијанизације претходних, односно затечених не-хришћанских обичаја, културних садржаја и друштвених норми, односно њихово усклађивање са хришћанском доктрином, укључујући и адаптацију не-хришћанских објеката и предмета за употребу у хришћанским обредима. Израз христијанизација се користи упоредо са изразом покрштавање који је по свом основном значењу фокусиран на обред крштења, што је кључни корак у процесу ступања у хришћанство.
Покрштавање не треба мешати са прекрштавањем, пошто се покрштавање односи на примање хришћанства након напуштања претходне вере, док се прекрштавање (поновно крштење) врши у појединим случајевима приликом верских прелазака из једне у другу хришћанску заједницу.

## Историја
Историја хришћанства пружа бројне примјере христијанизације, односно покрштавања у широком распону примјењивањих метода - од мирних, углавном везаних уз мисионарску дјелатност, до насилног наметања од стране државних власти, а које је некада знало доводити до масовног крвопролића.
Почело је у Римском царству када су први Исусови следбеници постали лутајући проповедници као одговор на заповест забележену у Јеванђељу по Матеју 28:12, да иду свим народима света и проповедају добру вест. Процес христијанизације Римског царства никад није завршен, а Јерменија је постала прва нација која је хришћанство прогласила својом државном религијом 301. године.
После 479. године, христијанизација се проширила кроз мисије на север у западну Европу. У високом и касном средњем веку, христијанизација је била кључна у стварању нових нација у ономе што је постало Источна Европа, и у ширењу писмености тамо.
Неки од најпознатијих историјских примјера христијанизације су:
- 301. - Хришћанство проглашено државном религијом у Јерменији.
- 313. - Дозвољено слободно исповједање хришћанства у Римском царству.
- 866. - Хришћанство службено прихваћено од Бугара
- 868. - Масовно крштење Срба у доба кнеза Мутимира
- 988. - Хришћанство службено прихваћено од Кијевске Русије